# Trolli

Logo 2009

Unternehmenslogo bis 2012

Die Trolli GmbH – vormals Mederer Süßwarenvertriebs GmbH – ist ein deutscher Süßwarenhersteller.

## Geschichte
1948 begann Firmengründer Willy Mederer zunächst mit der Produktion von Nudeln. Als kurze Zeit später die Zuckerrationierung aufgehoben wurde, stieg das Unternehmen auf die Herstellung von Süßwaren um. In den 1960er-Jahren kamen Cremehütchen, Kokosartikel, Geleebananen, Pfefferminzfondant und Geleefrüchte hinzu, die unter dem Markennamen Wilmed vertrieben wurden, der für Willy Mederer stand. Zu dieser Zeit beschäftigte das Unternehmen rund 150 Mitarbeiter.
1975 wurde ein neues Fruchtgummi anfangs unter dem Markennamen Trolli der Bär und ab 1980 unter dem Namen Trolli entwickelt, angelehnt an die damalige Troll-Mode. Damit konnte schnell auch der amerikanische Süßwarenmarkt erobert werden.
Nach dem Tod von Willy Mederer übernahm 1984 sein Sohn Herbert die Geschäftsführung. Er ließ 1986 Trolli in die USA expandieren und eine Produktionsanlage in Creston (Iowa) errichten. Die Markenrechte und die Niederlassung in den USA wurden 1997 verkauft.
1994 expandierte man nach Spanien und gründete dort in Valencia eine Niederlassung. Im darauffolgenden Jahr wurde die tschechische Niederlassung in Pilsen zur Konfektionierung und als Abpackbetrieb gegründet, welche Ende 2013 geschlossen wurde. 1997 wurde eine weitere Produktionsstätte in der indonesischen Hauptstadt Jakarta eröffnet.
1998 wurde der übernommene Süßwarenhersteller Efruti in Neunburg vorm Wald (Oberpfalz) in das Unternehmen integriert. Zwei Jahre später wurde in Mecklenburg-Vorpommern das Unternehmen Gummi Bear Factory mit Produktionsstätten in Boizenburg/Elbe und Hagenow vom Barry-Callebaut-Konzern abgekauft.
2001 expandierte das Unternehmen in die Volksrepublik China und eröffnete unter einem Joint Venture in Guangzhou eine weitere Produktionsstätte, die man 2004 komplett übernahm.
2007 expandierte man weiter am Standort Hagenow und eröffnete dort ein neues Hochregallager.
2011 gründete man nach dem 1997 erfolgten Verkauf von Mederer USA erneut eine US-Niederlassung mit Sitz in Chicago (Illinois), die mit der Marke „e.frutti“ auftritt. Ein Jahr später wurde die Mederer Süßwarenvertriebs GmbH in Trolli GmbH umbenannt.
Am 20. Oktober 2011 kündigte Trolli an, seinen Produktionsstandort in Fürth schließen zu wollen und die Produktion bis Ende 2012 vollständig nach Hagenow zu verlagern, wodurch die Produktionskapazität an diesem Standort vergrößert werden sollte und in der Folge in Fürth 170 Arbeitsplätze gestrichen würden. Diese Maßnahme sorgte für Demonstrationen am 24. März 2012 vor dem Trolli-Werksgelände.
2015 wurde das ehemalige Gummy Bear Factory-Werk in Boizenburg an The European Candy Group (TECG) verkauft; dabei wurden die rund 160 Beschäftigten übernommen.

## Standorte und Mitarbeiter
Das Unternehmen beschäftigte 2017 an Standorten in Deutschland, Tschechien, Spanien, Indonesien und China rund 2.000 Mitarbeiter und machte 2017 einen Umsatz von über 200 Mio. Euro. Neben dem Stammsitz in Fürth ist Trolli in Deutschland mit Werken in Hagenow und Neunburg vorm Wald vertreten.

## Sponsoring

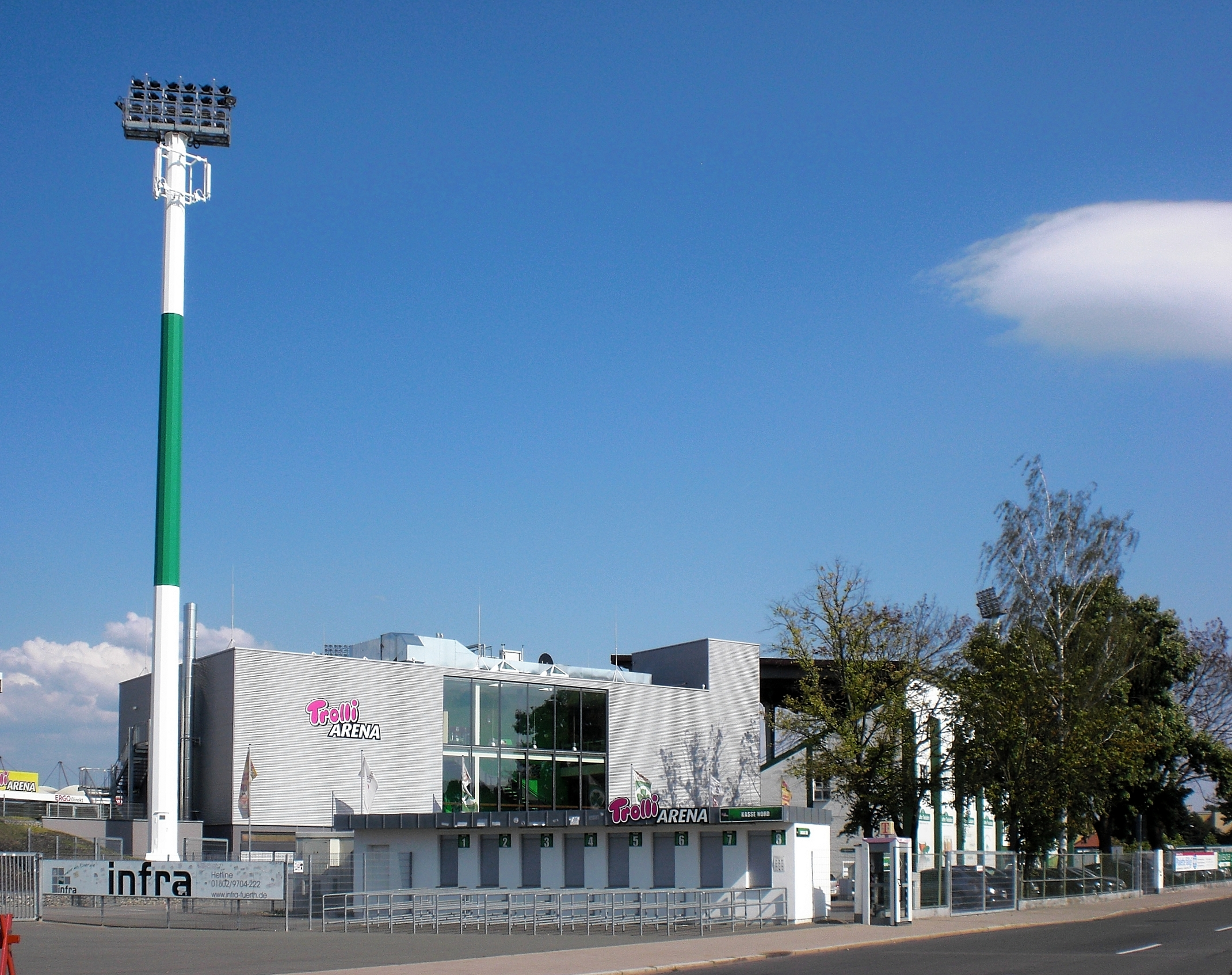
Trolli Arena (2011)

Vom 1. Juli 2010 bis Ende Juni 2014 war das Unternehmen Sponsor des Fußballvereins SpVgg Greuther Fürth und Namenssponsor des im Zuge dessen in Trolli Arena umbenannten Fußballstadions in Fürth.